# Anandgal, Manvi
Anandgal là một làng thuộc tehsil Manvi, huyện Raichur, bang Karnataka, Ấn Độ.